# Descomposición química

La descomposición química es un  proceso que experimentan algunos compuestos químicos en el que, de modo espontáneo o provocado por algún agente externo, a partir de una sustancia compuesta, se originan dos o más sustancias de estructura química más simple. Es el proceso opuesto a la síntesis química.
La ecuación química de una descomposición es:
AB → A + B , o bien, Reactivo → A + B + ...
ejemplo:
2KClO(s) → 2KCl(s) + O2(g)
Un ejemplo específico es la electrólisis de agua que origina hidrógeno y oxígeno, ambos en estado gaseoso:
2 H2O ( l) → 2 H2 (g) + O2 (g)
La descomposición química es, con, una reacción química no deseada, pues la estabilidad de un compuesto es siempre limitada cuando se le expone a condiciones ambientales extremas como el calor, la electricidad, las radiaciones, la humedad o ciertos compuestos químicos (ácidos, oxidantes, etc). Los casos más frecuentes de descomposición son la descomposición térmica o termólisis, la electrólisis y la hidrólisis. La descomposición química total de un compuesto origina los elementos que lo constituyen.
Una definición más amplia del término descomposición también incluye la separación de una fase en dos o más fases.

## Procesos de descomposición
Excepto en los casos de moléculas muy pequeñas, el proceso de descomposición es, en general, muy complejo y no está bien definido. Es muy frecuente que una molécula pueda dividirse en un conjunto de fragmentos más pequeños, con diferentes modos de separación.  Esta característica es utilizada en ciertas técnicas analíticas, sobre todo la espectrometría de masas, el análisis gravimétrico tradicional y el análisis termogravimétrico. Se somete a un compuesto a un proceso de descomposición y se analizan los fragmentos resultantes; tras su reconocimiento se puede inferir la estructura de la molécula inicial.
Dentro de este tipo de complicados procesos de descomposición se encuentran los procesos de formación del suelo en los que se va disgregando y transformando la roca madre; la descomposición de restos biológicos (residuos de animales y plantas...) que convierten las complejas moléculas orgánicas en unidades más sencillas que pueden ser de nuevo asimiladas por los organismos vivos (véase ciclo del carbono); o los procesos que intervienen en la digestión en la cual los nutrientes se destruyen en sustancias más simples capaces de ser asimiladas por las células.

## Compuestos inestables y descomposición
Los compuestos inestables, si son preparados, sufren una descomposición más o menos inmediata en la que se forman sustancias más simples. Un ejemplo de compuesto inestable es el ácido carbónico, que se descompone en dióxido de carbono y agua.
{\displaystyle H_{2}CO_{3}\,\longrightarrow \,CO_{2}\,+\,H_{2}O}
Los compuestos inestables acumulan gran cantidad de energía química y, en ocasiones, son de interés por esta cuestión. Para que puedan tener cierta utilidad práctica, se debe encontrar una forma adecuada de conferirles la suficiente estabilidad química necesaria para su manejo. Es el caso de la nitroglicerina, un explosivo líquido altamente inestable que detona con un simple movimiento brusco. Si se impregna dicho líquido en un material poroso como la tierra de diatomeas, el material resultante, la dinamita, es un sólido de mayor estabilidad que requiere un iniciador para desarrollar una explosión. 
La velocidad de descomposición de los compuestos inestables es muy variable y depende de la naturaleza del compuesto y de las condiciones del medio. Muchos de ellos pueden existir durante períodos largos, pero la presencia de ciertas sustancias que actúan como catalizadores, o de ciertos cambios ambientales (subida de temperatura, etc) desencadenan su descomposición. Como ejemplo, el ozono (O3) es una variedad alotrópica inestable del oxígeno (O2) que se forma en la estratosfera y se descompone en presencia de átomos de cloro. Esos átomos de cloro proceden de la descomposición de compuestos organoclorados como los clorofluorocarbonos (estables en condiciones normales pero que se descomponen en la alta atmósfera por la luz ultravioleta), siendo la causa de un grave problema ambiental, la destrucción de la capa de ozono.

## Tipos de descomposición y ejemplos
Hay tres tipos de reacciones de descomposición, dependiendo del agente causante de la misma: 
- Térmica, producida por una temperatura elevada.
- Electrolítica, producida por la corriente eléctrica
- Catalítica, producida por la acción de un catalizador, que acelera una reacción que de otro modo sería muy lenta.

Un ejemplo de descomposición espontánea es la del peróxido de hidrógeno, que poco a poco se descompone en agua y oxígeno:
2 H2O2 → 2 H2O + O2
Los carbonatos se descomponen cuando se calientan, siendo una excepción notable el ácido carbónico , H2CO3.  El ácido carbónico, que produce la efervescencia de los refrescos, latas de bebida y otras bebidas carbonatadas, se descompone con el tiempo (espontáneamente) en dióxido de carbono y agua.

H2CO3 → H2O + CO2
Otros carbonatos se descomponen cuando se calientan produciendo el correspondiente óxido de metal y dióxido de carbono.  En la siguiente ecuación M representa un metal:
MCO3 → MO + CO2
Un ejemplo concreto de esta descomposición es la del carbonato de calcio:
CaCO3 → CaO + CO2
Los cloratos de metal también se descomponen cuando se calientan originando como productos un cloruro de metal y oxígeno.
2 MClO3 → 2 MCl + 3 O2<https://upload.wikimedia.org/wikipedia/commons/4/4c/Chemical_decomposition.gif>
Un ejemplo de esta descomposición es la del clorato de potasio que transcurre como sigue: 
2 KClO3 → 2 KCl + 3O2